# Alberto Medina Briseño
Alberto Medina Briseño (29 de maig de 1983) és un exfutbolista mexicà. Va formar part de l'equip mexicà a la Copa del Món de 2010.